# Apostolisch vicariaat Ravenstein-Megen
Het apostolisch vicariaat Ravenstein-Megen werd ingesteld op 18 april 1802 als gevolg van het concordaat van 15 juli 1801.
Het vicariaat bestond uit het Land van Ravenstein en het Graafschap Megen. Deze landen behoorden tevoren kerkelijk tot het bisdom Luik. Staatkundig hebben zij nooit tot het prinsbisdom Luik noch tot de Republiek der Zeven Verenigde Nederlanden behoord. Door dit laatste feit was de vrije uitoefening van de katholieke godsdienst er mogelijk gebleven. Als onderdeel van de Gecedeerde Landen werden zij in het begin van de 19e eeuw toegevoegd aan het departement Bataafs Brabant van het Bataafs Gemenebest.
Het vicariaat werd in 1851 toegevoegd aan het apostolisch vicariaat 's-Hertogenbosch.